# Хованский, Сергей Александрович
Князь Сергей Александрович Хованский (21 января 1883, Чебоксары, Казанская губерния, Российская империя — 18 апреля 1941, Казань, СССР) — российский и советский генеалог, один из основателей архивного дела Самарской губернии, член Самарского археологического общества, составитель родословной князей Хованских, преподаватель гимназии, коллежский асессор:54

## Биография
Сын князя Александра Александровича Хованского (1857—1887) и Юлии Павловны Шампрено (1850—1909), правнук симбирского губернатора князя Сергея Николаевича Хованского.
Окончил Казанскую 3-ю гимназию и естественное отделение физико-математического факультета Императорского Казанского университета. С 1907 по 1911 год преподавал географию, арифметику, физику, естественную историю в Самарской 3-й женской гимназии, учреждённой княгиней А. С. Хованской, с 1911 года был членом попечительского совета этой гимназии, потом его председателем. Гимназия княгини Хованской существует и сейчас.
В апреле 1911 года стал членом-учредителем Самарской губернской учёной архивной комиссии, в апреле 1914 года — её секретарём. С мая 1916 года — действительный член Самарского археологического общества и член правления того же общества.
После Февральской революции принял, отчасти по собственной инициативе, меры по спасению культурных ценностей: самарским дворянством в городской музей был передан Аксаковский архив и родословный раздел архива Самарского дворянского депутатского собрания.
В июне 1917 года совместно с А. Г. Елшиным, К. П. Головкиным и Ф. Т. Яковлевым организовал в Самаре музей. Весной 1918 года, узнав о предполагаемом уничтожении архивов, чтобы не допустить их единоличного уничтожения, вместе с профессором Е. Н. Тарасовым и Н. Я. Яковлевым, добился организации советской архивной комиссии и вошёл в неё от комитета по заведованию музеем, археологического общества и старой Самарской губернской учётной архивной комиссии.
В апреле 1918 года получил мандат за подписью председателя Совета губернских комиссаров А. П. Галактионова, позволяющий реквизировать культурные ценности, благодаря которому смог спасти много ценных вещей в историческом и научном отношениях: перевёз библиотеку статистического комитета (который был организован в 1854 году) в Александровскую библиотеку, извлёк ценнейшую часть архива губернского земства и материалы по истории земства, собранные А. К. Клафтоном, вывез громаднейшую фундаментальную библиотеку с рукописным отделением Самарской духовной семинарии в музей, вывез библиотеку Александрийского полка (передана была в Центральную библиотеку), вывез ценное собрание картин, собранное купцом П. И. Шихобаловым, в которой были картины И. Е. Репина, В. И. Сурикова, В. Д. Поленова, В. Е. Маковского, М. В. Нестерова, К. А. Коровина и других. В 1918 году коллекция была передана Самарскому публичному музею. В наши дни спасённые С. А. Хованским документы стали частью дореволюционного фонда Центрального государственного архива Самарской области.
Все это время занимался педагогической деятельностью.
После революции был несколько раз арестован Самарской ЧК «как классовый враг» за своё княжеское происхождение, в результате последнего ареста ОГПУ в 1927 году получил приговор «минус шесть городов», то есть без права проживания в ряде крупных городов, в том числе и в Самаре. Он выбрал местом дальнейшего проживания Казань.
В Казани преподавал математику, химию, естествознание в Казанском училище для слепых, в университете. Давал частные уроки. Часто оставался без работы.:284-298.

## Родословная Хованских
Всю жизнь собирал материалы к родословной князей Хованских. Первая публикация в 1913 году была о Никитичах, князь Сергей Александрович принадлежал именно к ветви Никитичей. Он первый смог разобраться в путанице между Никитичами и Андреевичами — двумя ветвями рода Хованских, в которых в XVII веке в одном и том же поколении встречаются одинаковые имена, вошедшие в историю, а именно, дети Ивана Никитича и Ивана Андреевича Тараруя и их потомки.
В том же году была опубликована брошюра Белокурова «Из собрания актов князей Хованских», в которой использовалась родословная Хованских, составленная С. А. Хованским.
После революции 1917 года такое занятие становилось опасным, многие уничтожали свои документы, связанные с происхождением, но Сергей Александрович продолжал собирать всё о Хованских, переписывался со многими генеалогами своего времени (Н. П. Чулковым, Л. Б. Модзалевскийм,:335-345. И. Картавцовым, С. Балухатым, В. Лукомским и др.)
Николай Петрович Чулков в 1924 году писал ему в письме, содержащем много новых сведений о Хованских: «Конечно, нет надежды, чтобы родословие увидело когда-либо свет, но хорошо, по крайней мере, чтобы оно у кого-либо было в полном виде. Если встречу что-либо новое, то непременно сообщу Вам»:13. С. А. Хованский также владел архивными материалами по другим дворянским родам, которые он систематизировал, составил родословные, дополнил существующие.
После смерти Сергея Александровича его жена Ольга Сергеевна передала большую часть его архива в Пушкинский дом: «В дар от О. С. Хованской получены рукописи работ С. А. Хованского по русской генеалогии (главным образом по Самарской, Симбирской, Казанской губ.), по составлению родословной князей Хованских. Документы XVIII и XIX вв. из семейных и вотчинных архивов князей Хованских, Никулиных, Наумовых и др.»
В 2007 году семья издала расширенную версию рукописи Сергея Александровича о Хованских:421. О важности этого издания для современной генеалогии говорит в своей статье генеалог О. Н. Наумов.

## Семья
Первая жена — Александра Семеновна Клюжева (6 апреля 1867 — 11 июля 1919), по первому мужу Межак, начальница-учредительница Самарской 3-й женской гимназии и приготовительной школы для мальчиков и девочек, сестра Ивана Клюжева:54.
Вторая жена — Ольга Сергеевна Зыбина (16 ноября 1889 — 22 июля 1964), по первому мужу Кржечковская, дочь Сергея Александровича Зыбина (1862—1942) и Ольги Петровны Копосовой. После гимназии, которую она окончила с золотой медалью, поступила на отделение химии и геологии Бестужевских курсов, до революции работала химиком-лаборантом на Тульском оружейном заводе. Потом получила историческое и археологическое образование, последние годы своей жизни занималась археологическими раскопками булгарских поселений на Волге:54,299-303.
Дети от первого брака:
- Юлия (14 августа 1908, Самара — 22 апреля 1979, Казань). Работала стенографисткой в различных учреждениях Казани. Муж — Василий Григорьевич Розанов, директор средней школы в Казани. Их дети: сын Сергей и дочь Татьяна[2]:59, 317-318.
- Борис (9 июля 1910, Самара — 27 января 2003, Казань). Начальник инструментально-механического цеха, и. о. главного механика Медико-инструментального завода «Зубборов» в Казани (1942—1959), начальник механической мастерской Казанского химико-фармацевтического завода (1959—1963), инженер-конструктор Казанского медико-инструментального завода (1963—1970), кавалер ордена Отечественной войны II степени. Жена — Вера Васильевна Козлова (14 октября 1918 — 22 февраля 2004), дочь директора Хвалынской школы № 1 Василия Григорьевича Козлова и Александры Яковлевны Фроловой[2]:58,310-312.

Дети от второго брака:
- Георгий (21 апреля 1921, Самара — 13 мая 1999, Москва). Один из создателей отечественной номографической школы, доктор технических наук, профессор.
- Ольга (14 декабря 1923, Самара — 22 мая 2013, Казань). Старший геолог Урмарской, затем Яренской нефтеразведки (1948—1953), старший инженер технического отдела по проектированию буровых работ Государственного геологоразведочного треста нефтяной и газовой промышленности Татарской АССР (1953—1979), депутат Бауманского райсовета города Казани (1967—1973). Муж — Александр Александрович Карабанов (29 января 1923, Казань — 19 декабря 2006, Казань). Участник Великой Отечественной войны, настройщик аппаратуры на заводе «Радиоприбор» (1950—1983), кавалер орденов Красной Звезды и Отечественной войны I степени. Их дочери: Наталья и Татьяна[2]:59, 319.
- Татьяна (3 июня 1926, Самара — 21 октября 2016, Казань). Инженер-расчётчик, сотрудник Опытно-конструкторского бюро А. Н. Туполева в Москве, затем Опытно-конструкторского бюро В. М. Мясищева (1949—1955), ведущий конструктор, начальник бригады Опытно-конструкторского бюро П. Ф. Зубца (1955—1981). Муж — Владимир Владимирович Бердников (2 мая 1923, Казань — 12 ноября 2003), доктор технических наук, профессор, заведующий кафедрой теории механизмов и машин Казанского авиационного института. Их сыновья: Алексей и Андрей[2]:59-60,319-320.

## Публикации
- Хованский С. А. Родословная рода князей Хованских (Никитичей) // Летопись Историко-родословного общества. — 1913. — № 1/2. — С. 55-65.
- Белокуров С. А. Из собрания актов князей Хованских. — М.: Синодальная типография, 1913. (В дополнение к помещенной у Долгорукова родословной князей Хованских печатается продолжение её, составленное князем С. А. Хованским).
- Князья Хованские / кн. С. А. Хованский; подгот. публ., сост., коммент. и доп.: кн. Г. С. Хованский и Т. В. Белокриницкая; науч. ред. О. Н. Наумов. — Москва : Изд-во МЦНМО, 2007. — 421 с. — ISBN 978-5-94057-286-2